# Glyptothecium octangulum
Glyptothecium octangulum là một loài rêu trong họ Ptychomniaceae. Loài này được (Müll. Hal.) Broth. mô tả khoa học đầu tiên năm 1905.